# Serie A 2006-2007 (calcio a 5)
Il campionato di Serie A 2006-2007 è stato il diciottesimo campionato di Serie A e la ventiquattresima manifestazione nazionale che assegnasse il titolo di campione d'Italia. La stagione regolare ha preso avvio il 16 settembre 2006 e si è conclusa il 14 aprile 2007, prolungandosi fino al 30 maggio 2007 con la disputa delle partite di spareggio. La fusione avvenuta in estate tra il neopromosso Cinecittà che confluisce nella Roma e quella tra Lazio e Nepi a formare la Lazio Nepi, comportano il ripescaggio di Pescara e Bisceglie, entrambe finaliste dei play-off promozione la precedente stagione in A2.

## Avvenimenti
La stagione è contraddistinta da un dominio schiacciante della Luparense guidata da Jesús Velasco e del capitano azzurro Fernando Grana. La superiorità si è concretizzata nei nove punti di vantaggio sulla seconda classificata, la Lazio Nepi e da distacchi ancora più consistenti dalle altre: 13 punti al Montesilvano e 16 all'Arzignano, in parte distratto dall'ambizioso traguardo della Coppa UEFA sfumato al cospetto dei campioni del mondo del Boomerang Interviú. Nella parte bassa della classifica si contraddistingue la stagione del Bisceglie che ripescato solo il 20 luglio 2006 riesce ad allestire una formazione che giunge al quinto posto contendendo fino all'ultima giornata la quarta piazza all'Arzignano. I nerazzurri guidati dall'inossidabile Leopoldo Capurso, sulla panchina pugliese dal 2001, compiono un girone di ritorno quasi impeccabile sino a due partite dal termine, con una sola sconfitta, ma le due ultime gare, dopo la qualificazione ai play-off, finiscono in 2 sconfitte che pregiudicano la possibilità di evitare un turno in più alla squadra del presidente Alfonso Russo. La stagione termina in maniera piuttosto deludente anche per l'Augusta, partita nelle prime file ma poi scivolata sino all'ottavo posto, ma più ancora per il Reggio Calcio a 5 dalle ambizioni di alta classifica ma salvatosi solo dopo lo spareggio con il Cagliari. Le retrocessioni dirette di Marcianise e Romagna non lasciano molto spazio a recriminazioni: le due società terminano con distacchi consistenti sia dall'ultimo piazzamento utile per la salvezza diretta sia dalla zona play-out.
L'euforia post-qualificazione ai play-off non ha permesso al Bisceglie di continuare l'avventura, la formazione pugliese si è arresa dopo i tempi supplementari di gara 2 alla Marca Trevigiana: la Marca diventa così la prima squadra di A2 nella storia dei play-off a qualificarsi al secondo turno. La qualificazione sorride anche alla Roma contro i freschi vincitori della A2 della Pro Scicli, il Perugia ed il Pescara che eliminano rispettivamente l'Augusta e il Napoli. Nei quarti di finale va tutto come previsto per le prime tre della classe: Luparense, Lazio e Montesilvano liquidano rispettivamente Perugia, Pescara e Roma. La sfida veneta tra i campioni uscenti dell'Arzignano Grifo ed i freschi neopromossi della Marca Trevigiana sembra già a favore dei primi dopo la sconfitta in casa del Marca per 5-3 (primo stop stagionale per la squadra di Ramiro López Díaz). La Marca invece riesce nell'impresa di battere due volte i campioni d'Italia al PalaTezze: la prima per 6-3, la seconda per 4-1, giungendo inaspettatamente alle semifinali. Le semifinali propongono un altro derby veneto tra la Marca e la Luparense, che termina con il passaggio di turno dei padovani, grandi favoriti dopo la vittoria per 7-3 a Ponzano ed il pareggio 4-4 a San Martino di Lupari. Nell'altra semifinale tiratissima, è la Lazio Nepi a spuntarla solo dopo i tiri dal dischetto di gara3 ed i tre pareggi tra Montesilvano e Colleferro.
La finale vede a contendersi lo scudetto per il secondo anno consecutivo le regioni Lazio e Veneto. A spuntarla è ancora il Veneto: la Luparense non dà scampo alla Lazio Nepi che aveva impattato Gara 1 a Colleferro con reti di Moreira e Grana. Il ritorno segna la vittoria dei ragazzi di Velasco per 4-2, ed il primo titolo per la Luparense già vincitrice l'anno passato della Coppa Italia.

## Stagione regolare

### Classifica
|  | Pos. | Squadra      | Pt | G  | V  | N | P  | GF  | GS  | DR  |
|  | ---- | ------------ | -- | -- | -- | - | -- | --- | --- | --- |
|  | 1.   | Luparense    | 62 | 26 | 20 | 2 | 4  | 120 | 61  | +59 |
|  | 2.   | Lazio Nepi   | 53 | 26 | 15 | 8 | 3  | 84  | 48  | +36 |
|  | 3.   | Montesilvano | 49 | 26 | 14 | 7 | 5  | 91  | 54  | +37 |
|  | 4.   | Arzignano    | 46 | 26 | 14 | 4 | 8  | 126 | 99  | +27 |
|  | 5.   | Bisceglie    | 40 | 26 | 11 | 7 | 8  | 77  | 73  | +4  |
|  | 6.   | Roma Futsal  | 37 | 26 | 12 | 1 | 13 | 97  | 99  | -2  |
|  | 7.   | Napoli       | 36 | 26 | 10 | 6 | 10 | 87  | 85  | +2  |
|  | 8.   | Augusta      | 33 | 26 | 8  | 9 | 9  | 78  | 79  | -1  |
|  | 9.   | Perugia      | 32 | 26 | 9  | 5 | 12 | 78  | 100 | -22 |
|  | 10.  | Pescara      | 31 | 26 | 8  | 7 | 11 | 103 | 119 | -16 |
|  | 11.  | Reggio       | 28 | 26 | 7  | 7 | 12 | 80  | 102 | -22 |
|  | 12.  | CLT Terni    | 25 | 26 | 6  | 7 | 13 | 69  | 88  | -19 |
|  | 13.  | Marcianise   | 17 | 26 | 4  | 5 | 17 | 66  | 110 | -44 |
|  | 14.  | Romagna      | 16 | 26 | 3  | 7 | 16 | 64  | 103 | -39 |

### Verdetti
- Luparense campione d'Italia 2006-2007 e qualificata alla Coppa UEFA 2007-08.
- Arzignano, Lazio-Nepi, Luparense e Montesilvano qualificati al secondo turno dei play-off.
- Augusta, Bisceglie, Napoli, Perugia, Pescara e Roma qualificatI al primo turno dei play-off.
- Marca Trevigiana e Pro Scicli qualificate al primo turno dei play-off in quanto vincitrici della Serie A2.
- Reggio e Circolo Lavoratori Terni salvi dopo i play-out.
- Marcianise e Romagna retrocessi in Serie A2 2007-08.

### Calendario e risultati
| andata       | 1ª giornata              | ritorno      |
| 16 set. 2006 |                          | 23 dic. 2006 |
| 2-2          | Bisceglie - Montesilvano | 3-6          |
| 2-2          | Napoli - Lazio Nepi      | 3-3          |
| 2-6          | Perugia - Luparense      | 0-7          |
| 1-8          | Pescara - Augusta        | 2-2          |
| 3-4          | Roma - Terni             | 4-2          |
| 2-2          | Romagna - R. Calabria    | 3-3          |
| 7-3          | Arzignano - Marcianise   | 8-4          |

| andata      | 4ª giornata           | ritorno       |
| 7 ott. 2006 |                       | 20 genn. 2007 |
| 11-5        | Arzignano - Pescara   | 5-6           |
| 7-5         | Augusta - Bisceglie   | 1-1           |
| 1-3         | Terni - Luparense     | 2-6           |
| 3-2         | Marcianise - Roma     | 3-6           |
| 3-0         | Montesilvano - Napoli | 1-2           |
| 7-4         | R. Calabria - Perugia | 2-2           |
| 3-0         | Lazio Nepi - Romagna  | 2-2           |

| andata      | 7ª giornata            | ritorno      |
| 4 nov. 2006 |                        | 10 feb. 2007 |
| 5-0         | Luparense - Marcianise | 5-2          |
| 2-1         | Bisceglie - Arzignano  | 5-4          |
| 5-1         | Terni - R. Calabria    | 3-4          |
| 5-0         | Montesilvano - Augusta | 5-1          |
| 3-2         | Napoli - Romagna       | 3-3          |
| 2-4         | Perugia - Lazio Nepi   | 1-5          |
| 9-2         | Roma - Pescara         | 4-8          |

| andata       | 10ª giornata             | ritorno      |
| 25 nov. 2006 |                          | 24 mar. 2007 |
| 4-5          | Romagna - Perugia        | 2-2          |
| 3-3          | Arzignano - Montesilvano | 3-7          |
| 3-3          | Augusta - Napoli         | 3-2          |
| 2-3          | Marcianise - R. Calabria | 4-6          |
| 5-3          | Lazio Nepi - Terni       | 5-0          |
| 3-3          | Pescara - Luparense      | 3-4          |
| 2-2          | Roma - Bisceglie         | 3-5          |

| andata       | 13ª giornata            | ritorno      |
| 16 dic. 2006 |                         | 14 apr. 2007 |
| 4-1          | Luparense - Bisceglie   | 3-0          |
| 3-5          | Augusta - Arzignano     | 6-9          |
| 4-1          | Terni - Romagna         | 6-3          |
| 2-5          | Marcianise - Lazio Nepi | 0-3          |
| 2-3          | Montesilvano - Roma     | 2-0          |
| 5-9          | R. Calabria - Pescara   | 7-9          |
| 4-0          | Perugia - Napoli        | 2-5          |

| andata       | 2ª giornata            | ritorno     |
| 23 set. 2006 |                        | 6 gen. 2007 |
| 8-3          | Luparense - Napoli     | 7-2         |
| 3-1          | Augusta - Romagna      | 1-2         |
| 0-1          | Terni - Bisceglie      | 0-4         |
| 4-4          | Marcianise - Pescara   | 2-8         |
| 7-3          | Montesilvano - Perugia | 4-4         |
| 5-6          | R. Calabria - Roma     | 0-3         |
| 4-1          | Lazio Nepi - Arzignano | 4-4         |

| andata       | 5ª giornata             | ritorno      |
| 14 ott. 2006 |                         | 27 gen. 2007 |
| 5-0          | Luparense - R. Calabria | 3-2          |
| 5-3          | Bisceglie - Marcianise  | 4-1          |
| 3-2          | Montesilvano - Terni    | 1-1          |
| 8-4          | Napoli - Pescara        | 5-2          |
| 0-6          | Perugia - Augusta       | 4-2          |
| 4-3          | Roma - Lazio Nepi       | 5-8          |
| 4-6          | Romagna - Arzignano     | 5-5          |

| andata       | 8ª giornata               | ritorno     |
| 11 nov. 2006 |                           | 3 mar. 2007 |
| 3-2          | R. Calabria - Napoli      | 2-6         |
| 2-8          | Romagna - Roma            | 5-1         |
| 3-1          | Arzignano - Perugia       | 8-4         |
| 1-2          | Lazio Nepi - Luparense    | 2-1         |
| 5-3          | Pescara - Bisceglie       | 1-1         |
| 2-2          | Augusta - Terni           | 2-2         |
| 0-3          | Marcianise - Montesilvano | 3-3         |

| andata      | 11ª giornata             | ritorno      |
| 2 dic. 2006 |                          | 31 mar. 2007 |
| 6-3         | Terni - Arzignano        | 2-4          |
| 5-1         | Montesilvano - Pescara   | 3-4          |
| 3-2         | R. Calabria - Lazio Nepi | 2-2          |
| 5-3         | Napoli - Bisceglie       | 6-7          |
| 4-2         | Perugia - Roma           | 1-3          |
| 4-3         | Luparense - Romagna      | 9-1          |
| 3-1         | Augusta - Marcianise     | 3-3          |

| andata       | 3ª giornata              | ritorno      |
| 30 set. 2006 |                          | 13 gen. 2007 |
| 5-3          | Luparense - Montesilvano | 0-1          |
| 4-4          | Bisceglie - R. Calabria  | 3-1          |
| 2-2          | Napoli - Arzignano       | 0-1          |
| 5-1          | Perugia - Terni          | 4-2          |
| 0-2          | Pescara - Lazio Nepi     | 3-4          |
| 2-3          | Roma - Augusta           | 1-4          |
| 4-4          | Romagna - Marcianise     | 2-3          |

| andata       | 6ª giornata                | ritorno      |
| 28 ott. 2006 |                            | 27 mar. 2007 |
| 2-2          | Augusta - Luparense        | 2-7          |
| 5-5          | Terni - Napoli             | 4-1          |
| 5-4          | Marcianise - Perugia       | 2-3          |
| 4-6          | R. Calabria - Montesilvano | 2-2          |
| 3-0          | Lazio Nepi - Bisceglie     | 2-2          |
| 2-3          | Pescara - Romagna          | 5-3          |
| 3-4          | Arzignano - Roma           | 3-9          |

| andata       | 9ª giornata               | ritorno      |
| 22 nov. 2006 |                           | 10 mar. 2007 |
| 6-4          | Perugia - Pescara         | 4-4          |
| 3-0          | Bisceglie - Romagna       | 3-2          |
| 2-2          | Terni - Marcianise        | 2-5          |
| 1-3          | Montesilvano - Lazio Nepi | 0-0          |
| 3-3          | R. Calabria - Augusta     | 4-3          |
| 8-2          | Napoli - Roma             | 1-4          |
| 3-10         | Luparense - Arzignano     | 2-8          |

| andata      | 12ª giornata            | ritorno     |
| 9 dic. 2006 |                         | 7 apr. 2007 |
| 3-3         | Bisceglie - Perugia     | 2-4         |
| 4-9         | Romagna - Montesilvano  | 1-4         |
| 4-2         | Lazio Nepi - Augusta    | 3-3         |
| 4-2         | Napoli - Marcianise     | 6-3         |
| 4-4         | Pescara - Terni         | 4-4         |
| 4-7         | Roma - Luparense        | 3-9         |
| 4-1         | Arzignano - R. Calabria | 5-4         |

### Statistiche e record

#### Record
- Maggior numero di vittorie: Luparense (20)
- Minor numero di sconfitte: LazioNepi (3)
- Migliore attacco: Arzignano (126)
- Miglior difesa: LazioNepi (48)
- Miglior differenza reti: Luparense (+59)
- Maggior numero di pareggi: Augusta (9)
- Minor numero di pareggi: Roma (1)
- Minor numero di vittorie: Romagna (3)
- Maggior numero di sconfitte: Marcianise (17)
- Peggiore attacco: Romagna (64)
- Peggior difesa: Pescara (119)
- Peggior differenza reti: Marcianise (-44)
- Partita con più reti: Arzignano-Pescara 11-5 (16)
- Partita con maggiore scarto di gol: Romagna-Luparense 1-9 (8)
- Miglior serie positiva: ?
- Risultato più frequente: 2-2 (16)
- Totale dei gol segnati: 1220

#### Classifica marcatori[3]
| Gol |  |  | Giocatore            | Squadra     |
| --- |  |  | -------------------- | ----------- |
| 34  |  |  | Sandrinho            | Luparense   |
| 32  |  |  | Fabrizio Amoroso     | Arzignano   |
| 24  |  |  | Clayton Baptistella  | Napoli      |
| 24  |  |  | Cristiano Scandolara | Roma Futsal |
| 24  |  |  | Vampeta              | Luparense   |
| 23  |  |  | Jader Fornari        | Bisceglie   |
| 23  |  |  | Diogo Sgarbi         | Napoli      |
| 22  |  |  | Graziano Gioia       | Perugia     |
| 22  |  |  | Nilson               | Augusta     |

## Play-off
Ai play-off si qualificano le prime 10 squadre della serie A e le vincenti dei due gironi di serie A2, ovvero Marca Trevigiana e Pro Scicli. Le prime quattro della serie A aspettano ai quarti mentre le altre otto disputano un turno in più ad eliminazione diretta con gare di andata e ritorno. Il regolamento prevede che accedano ai quarti di finale le squadre che, nell'arco del doppio confronto, avranno realizzato il maggior numero di reti. In caso di parità,al termine del secondo incontro, si disputeranno due tempi supplementari da 5' ciascuno. In caso di ulteriore parità, passeranno il turno le squadre di categoria superiore o quelle meglio classificate al termine della stagione regolare. I quarti, le semifinali e la finale si giocano al meglio delle tre partite. Passerà il turno la squadra che totalizzerà più punti, indipendentemente dalla differenza reti, nelle prime due gare. In caso di un successo per parte o di due pareggi, si disputerà una terza gara sullo stesso campo di gara 2. In caso di parità al termine dei tempi regolamentari di questa terza gara, si procederà a due tempi supplementari da 5' ciascuno e, se necessario, ai tiri di rigore.

### Tabellone
|  | 1º turno     | 1º turno         | 1º turno | 1º turno   |                  |                  | Quarti | Quarti | Quarti       | Quarti    |   |   | Semifinali | Semifinali | Semifinali | Semifinali |  |  | Finale | Finale | Finale | Finale |
|  |              |                  |          |            |                  |                  |        |        |              |           |   |   |            |            |            |            |  |  |        |        |        |        |
|  |              |                  |          |            |                  |                  |        |        |              |           |   |   |            |            |            |            |  |  |        |        |        |        |
|  |              |                  |          |            |                  |                  |        |        |              |           |   |   |            |            |            |            |  |  |        |        |        |        |
|  | Luparense    | 3                | 5        |            |                  |                  |        |        |              |           |   |   |            |            |            |            |  |  |        |        |        |        |
|  | Luparense    | 3                | 5        | Perugia    | 2                | 2                |        |        |              |           |   |   |            |            |            |            |  |  |        |        |        |        |
|  |              | Perugia          | 3        | Perugia    | 2                | 2                | 1      |        |              |           |   |   |            |            |            |            |  |  |        |        |        |        |
|  | Augusta      | Perugia          | 3        | 2          | 0                |                  | 1      |        | Luparense    | 7         | 4 |   |            |            |            |            |  |  |        |        |        |        |
|  | Augusta      |                  |          |            |                  |                  |        |        | Luparense    | 7         | 4 |   |            |            |            |            |  |  |        |        |        |        |
|  |              |                  |          |            |                  | Marca Trevigiana | 3      | 4      |              |           |   |   |            |            |            |            |  |  |        |        |        |        |
|  | Arzignano    | 5                | 3        | 1          |                  | Marca Trevigiana | 3      | 4      |              |           |   |   |            |            |            |            |  |  |        |        |        |        |
|  | Arzignano    | 5                | 3        | 1          | Marca Trevigiana | 4                | 3      |        |              |           |   |   |            |            |            |            |  |  |        |        |        |        |
|  |              | Marca Trevigiana | 3        | 6          | Marca Trevigiana | 4                | 3      | 4      |              |           |   |   |            |            |            |            |  |  |        |        |        |        |
|  | Bisceglie    | Marca Trevigiana | 3        | 6          | 3                | 3                |        | 4      |              | Luparense | 1 | 4 |            |            |            |            |  |  |        |        |        |        |
|  | Bisceglie    |                  |          |            |                  |                  |        |        |              | Luparense | 1 | 4 |            |            |            |            |  |  |        |        |        |        |
|  |              |                  |          |            |                  | Lazio Nepi       | 1      | 2      |              |           |   |   |            |            |            |            |  |  |        |        |        |        |
|  | Montesilvano | 2                | 3        |            |                  | Lazio Nepi       | 1      | 2      |              |           |   |   |            |            |            |            |  |  |        |        |        |        |
|  | Montesilvano | 2                | 3        | Pro Scicli | 2                | 3                |        |        |              |           |   |   |            |            |            |            |  |  |        |        |        |        |
|  |              | Roma Futsal      | 2        | Pro Scicli | 2                | 3                | 0      |        |              |           |   |   |            |            |            |            |  |  |        |        |        |        |
|  | Roma Futsal  | Roma Futsal      | 2        | 5          | 2                |                  | 0      |        | Montesilvano | 2         | 3 | 5 |            |            |            |            |  |  |        |        |        |        |
|  | Roma Futsal  |                  |          |            |                  |                  |        |        | Montesilvano | 2         | 3 | 5 |            |            |            |            |  |  |        |        |        |        |
|  |              |                  |          |            |                  | Lazio Nepi       | 2      | 3      | 6            |           |   |   |            |            |            |            |  |  |        |        |        |        |
|  | Lazio Nepi   | 2                | 8        |            |                  | Lazio Nepi       | 2      | 3      | 6            |           |   |   |            |            |            |            |  |  |        |        |        |        |
|  | Lazio Nepi   | 2                | 8        | Pescara    | 2                | 8                |        |        |              |           |   |   |            |            |            |            |  |  |        |        |        |        |
|  |              | Pescara          | 1        | Pescara    | 2                | 8                | 3      |        |              |           |   |   |            |            |            |            |  |  |        |        |        |        |
|  | Napoli       | Pescara          | 1        | 4          | 4                |                  | 3      |        |              |           |   |   |            |            |            |            |  |  |        |        |        |        |
|  | Napoli       |                  |          |            | 4                |                  |        |        |              |           |   |   |            |            |            |            |  |  |        |        |        |        |

### Risultati

#### Primo turno

##### Andata
| Arbitri: | Alessandro Malfer (Rovereto) Gianluca Dal Mas (Milano) |

|                                |           |                                                           |
| Teixeira 11'38’’ de Assis 14 ’ | Marcatori | 11’, 37’ Furlam 11'28’’ Batata 29’ Duarte 39'27’’ Cipolla |

| Arbitri: | Francesco Mattia (Frosinone) Diego Spiga (Udine) |

|                                |           |                                |
| Gulizia 3’, 34’ Adelmo 7’, 25’ | Marcatori | 18’, 38’ Zaramello 19’ Lunardi |

| Arbitri: | Gaetano Gangilli (Spezia) Roberto Gandini (Chiavari) |

|                      |           |                                           |
| Muoio 4’ Rosinha 26’ | Marcatori | 2’, 34’ Correia 7’ Sgarbi 35’ Baptistella |

| Arbitri: | Riccardo Arnò (Reggio Emilia) Fabrizio Ferrari (Modena) |

|                                   |           |                |
| Milani 16’ Pereira 39'20’’ (t.l.) | Marcatori | 6’, 28’ Nilson |

##### Ritorno
| Arbitri: | Claudio Valle (Mantova) Ugo Navillod (Aosta) |

|                       |           |                                 |
| Duarte 17’ Furlam 19’ | Marcatori | 9’, 10’ Zanchetta 28’ Bidinotti |

| Arbitri: | Giuliano Rosa (Firenze) Michele De Ceglia (Milano) |

|                                          |           |                                        |
| Campagnaro 27’ Lastrucci 28’ Lunardi 37’ | Marcatori | 25’, 49’ (t.l.) Adelmo 39'10’’ Gulizia |

| Arbitri: | Antonio Masciullo (Bari) Salvatore Lombardo (Palermo) |

|                                                 |           |                                                                            |
| Baptistella 6’ Rom. Bertoni 18’, 29’ Sgarbi 26’ | Marcatori | 2’, 37’ E. Ayala 8’ G. Pelentir 13’, 19’, 19'45’’ Manzali 27’, 39’ Rosinha |

| Arbitri: | Angelo Montesardi (Brindisi) Nicandro De Luca (Isernia) |

|  |           |                            |
|  | Marcatori | 38’ Milani 39'59’’ Pereira |

#### Quarti di finale

##### Gara 1
| Arbitri: | Alessandro Scardicchio (Bari) Walter Berardi (Gallarate) |

|                                           |           |                                                       |
| Sartori 13’ Adelmo 35’ (t.l.), 38’ (t.l.) | Marcatori | 3’ Pinilla 15’, 18’ Wilhelm 20'26’’ Amoroso 31’ Maina |

| Arbitri: | Danilo Martellini (Perugia) Andrea Liga (Palermo) |

|              |           |                        |
| E. Ayala 11’ | Marcatori | 9’ Moreira 32’ Bellomo |

| Arbitri: | Giuseppe Tassone (Taurianova) Angelo Grimaldi (Vibo Valentia) |

|                            |           |                     |
| Cipolla 27’ Scandolara 30’ | Marcatori | 9’ Júnior 28’ Forte |

| Arbitri: | Aniello Prisco (Frosinone) Donato Mauro (Battipaglia) |

|                                    |           |                       |
| Pereira 36’ Gioia 39'40’’, 39'58’’ | Marcatori | 2’, 5’, 25’ Sandrinho |

##### Gara 2
| Arbitri: | Salvatore Vittorio (Sulmona) Vittorio Sperati (Rieti) |

|                              |           |                                                  |
| Schurtz 29’, 37’ Pinilla 31’ | Marcatori | 5’, 14’, 25’, 30’ Contecote 39’, 39'05’’ Sartori |

| Arbitri: | Mario Romeo (Acireale) Mario Iacuzio (Nocera Inferiore) |

|                                   |           |  |
| Morgado 4’, 36’ (t.l.) Caputo 37’ | Marcatori |  |

| Arbitri: | Angelo De Cristofaro (Prato) Mario Baglivo (Pisa) |

|                                                                             |           |                              |
| Alcaraz 0'41’’, 7’ Ippoliti 3’, 16’, 17’ Bachega 4’ Garcias 10’ Bellomo 33’ | Marcatori | 2’, 19'31’’ Puzzi 6’ Manzali |

| Arbitri: | Gaetano Trinchese (Nola) Pasquale Granato (Frattamaggiore) |

|                                                   |           |              |
| Nora 1’ Grana 4’, 39'30’’ Mielo 25’ Sandrinho 32’ | Marcatori | 23’ Silveira |

##### Gara 3
| Arbitri: | Pietro Marchetti (San Donà) Luca Rainato (Padova) |

|            |           |                                   |
| Schurtz 9’ | Marcatori | 4’ Marquinho 11’, 30’, 33’ Adelmo |

#### Semifinali

##### Gara 1
| Arbitri: | Filippo Priola (Cagliari) Augusto Balestra (Forlì) |

|                            |           |                                     |
| Morgado 19'52’’ Júnior 33’ | Marcatori | 19'04’’ (t.l.) Ippoliti 38’ Bachega |

| Arbitri: | Enrico Carpani (Ascoli) Mauro Del Tutto (Ciampino) |

|                              |           |                                                                                 |
| Contecote 2’, 13’ Adelmo 35’ | Marcatori | 13'30’’ Teixeira 16’, 19’, 34’ Grana 25’ Sandrinho 35'30’’ Vampeta 39’ Brancher |

##### Gara 2
| Arbitri: | Luca Giacomin (Mestre) Giuseppe Buluggiu (Cagliari) |

|                                  |           |                                  |
| Bellomo 17’, 36’, 19'50’’ (rig.) | Marcatori | 16’ Forte 24’ Morgado 37’ Foglia |

| Arbitri: | Mauro Iannelli (Prato) Massimo Cumbo (Ostia Lido) |

|                                                    |           |                                                |
| Gulizia 2’ (aut.) Sandrinho 17’ Mielo 26’ Nora 34’ | Marcatori | 22’ Alemão 25’ Adelmo 28’ Contecote 37’ Pagnan |

##### Gara 3
| Arbitri: | Claudio Valle (Mantova) Ercole Vescio (Catanzaro) |

|                                                 |                      |                                         |
| Corsini 35’                                     | Marcatori            | 38’ Júnior                              |
| Bellomo Bachega Moreira Guerra Ippoliti Garcias | Tiri di rigore 5 – 4 | Forte Palusci Gaucci Júnior Caputo Kiko |

#### Finale

##### Gara 1
| Arbitri: | Alberto Maestroni (Varese) Marcello Toscano (Ercolano) |

|                  |           |           |
| Moreira 39'43’ ’ | Marcatori | 25’ Grana |

##### Gara 2
| Arbitri: | Edoardo Ambrosini (Carrara) Carlo Di Marco (Pescara) |

|                                                    |           |                                 |
| Honorio 27’ Vampeta 28’ Nora 30’ Sandrinho 39'57’’ | Marcatori | 38’ (rig.), 39’ (t.l.) Ippoliti |

## Play-out
I play-out si svolgono con gare di andata e ritorno tra le vincitrici dei play-off di serie A2 e l'11ª e 12ª classificata in serie A. Se al termine della partita di ritorno le squadre si troveranno in parità di differenza reti si andrà ai supplementari ma se anche dopo l'extra-time il risultato non cambiasse resteranno in serie A le squadre di categoria superiore.

### Andata
| Arbitri: | Augusto Balestra (Forlì) Marcello Toscano (Ercolano) |

|                                            |           |                                   |
| Cavalli 6’ Paolucci 29’ (rig.), 37’ (t.l.) | Marcatori | 17’, 31'30'’ Bessa 31'50'’ Patias |

| Arbitri: | Francesco Massini (Roma 1) Marco Tosini (Roma 1) |

|              |           |          |
| Serginho 10’ | Marcatori | 34’ Vaiz |

### Ritorno
| Arbitri: | Vincenzo Vitrioli (Reggio Calabria) Andrea Castelli (San Benedetto) |

|                                                          |           |              |
| Patias 8’ Vendrame 9’ (rig.), 17’ de Carvalho 39’ (t.l.) | Marcatori | 29’ Paolucci |

| Arbitri: | Luigi Case (Pescara) Giuseppe D'Antuono (Foggia) |

|                                                                 |           |                               |
| Lacau 31’ Fininho 17’ C. Villalba 38’ Fininho 39’ Lacau 39'30'’ | Marcatori | 12’ Previdelli 25’ Cavalcante |

## Supercoppa italiana
La nona edizione della Supercoppa Italiana si è svolta martedì 12 settembre ad Arzignano presso il PalaTezze tra i Campioni d'Italia dell'Arzignano Grifo e la Luparense vincitrice della Coppa Italia.
| Arbitri: | Massimo Cumbo (Ostia Lido) Francesco Massini (Roma 1) Marco Tosini (Roma 1) |

| |            | |
| Pinilla 3'10’’, 3'59’’, 31'00’’ Brancher 29'42’’ Wilhelm 39'52’’ (t.l.) | Marcatori  | 7'54’’ Salomão 16'40’’ Sandrinho 30'54’’ (aut.) Pinilla |
| Eduardo Bragaglia Hernán Caruso Florind Hoxaj Márcio Brancher Fernando Wilhelm Meneguzzo Danilo Fabrizio Amoroso John Pinilla Marcos Benítez Andrea Bearzi Javier Guisande | Formazioni | · Alexandre Feller · Cabrelle · Carlo Genaro Argenta · Sandrinho · Rafael Henrique Salomão · Rogério Mielo · Rodrigo Teixeira · Carlos Scala · Humberto Honorio · Vampeta · Marcelo Cabezaolias · Davide Putano |
| Mirco Rossetti | Allenatori | Jesús Velasco |